# اعلان استقلال آرژانتین

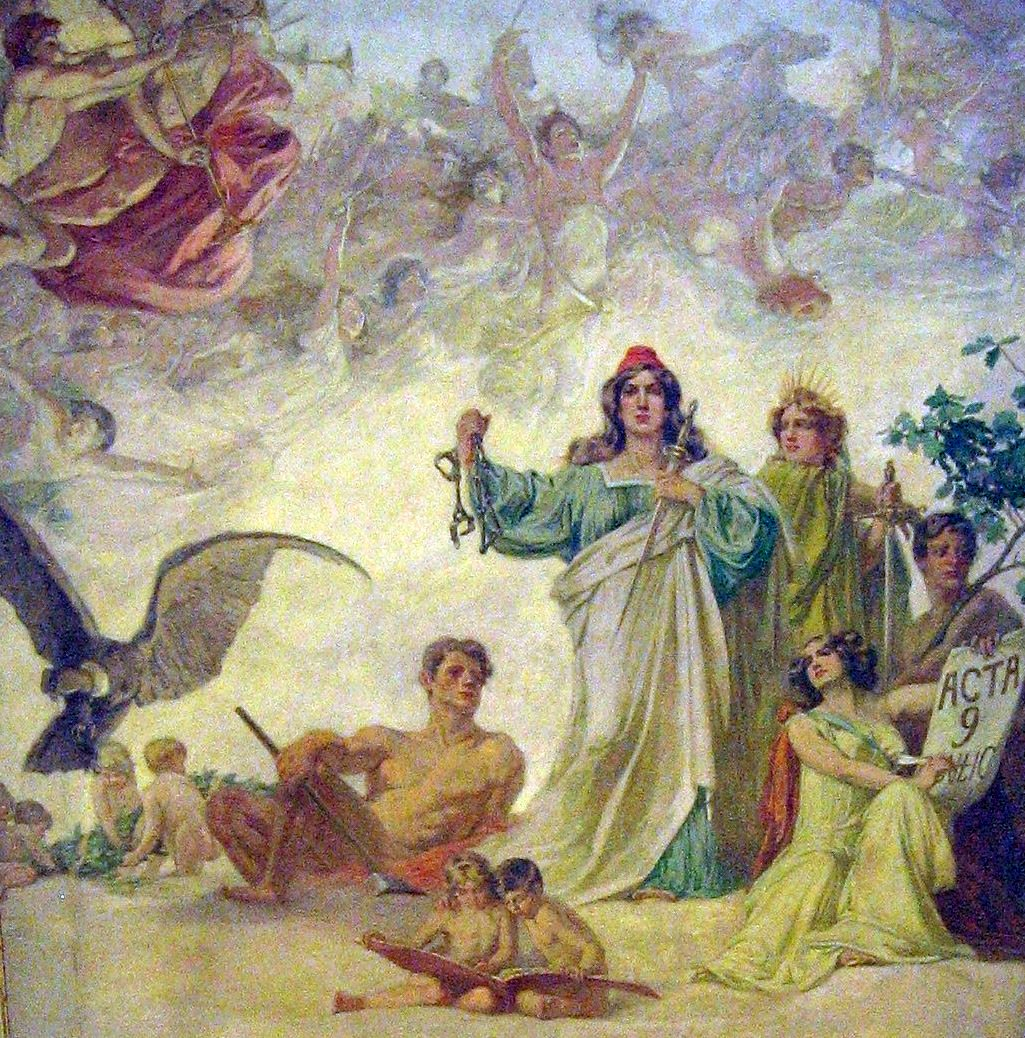
تمثیل اعلامیه استقلال، اثر لوئیس د سروی.

آنچه که امروز معمولاً به عنوان اعلامیه استقلال آرژانتین شناخته می‌شود، در تاریخ ۹ ژوئیه ۱۸۱۶، توسط کنگره‌ای در ایالت توکومان اعلان شد. در حقیقت، نمایندگان کنگره توکومان استقلال استان‌های متحد آمریکای جنوبی را که یکی از نام‌های رسمی جمهوری آرژانتین در آن زمان بود، اعلام کردند. در آن زمان استان‌های لیگ فدرال در حال جنگ با استان‌های متحد بودند و به کنگره راه پیدا نکردند. در عین حال، چندین استان از پرو علیا که بعداً به بخشی از بولیوی امروزی تبدیل شد، در کنگره نمایندگی می‌شدند.

## به رسمیت شناختن استقلال
- پادشاهی هاوایی: ۱۸۱۸
- پرتغال: ۱۸۲۱
- برزیل، ایالات متحده آمریکا: ۱۸۲۲
- انگلستان: ۱۵ دسامبر ۱۸۲۳
- فرانسه: ۱۸۳۰
- دانمارک: ۱۸۴۱
- پادشاهی متحد سوئد و نروژ: ۱۸۴۷
- اسپانیا: ۲۹ آوریل ۱۸۵۷

## ترجمه‌ها
اعلامیه استقلال استان‌های متحد آمریکای جنوبی به زبان اسپانیایی نوشته شد و سپس به زبان‌های کچوا و آیمارا ترجمه شد. برگردان نسخه موجود در زبان آیمارا به ویسنته پازوس کانکی (۱۷۷۹–۱۸۵۲) نسبت داده می‌شود.

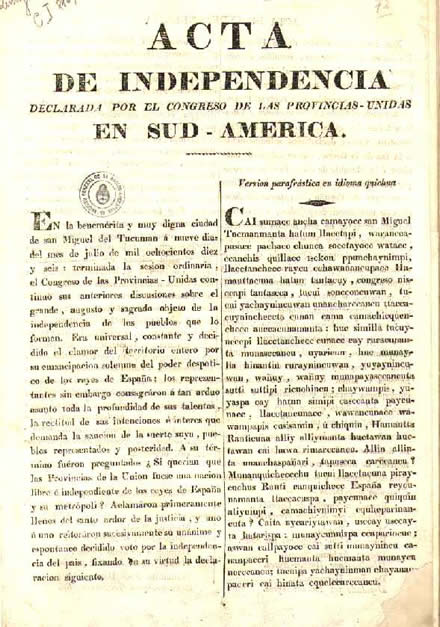
نسخه کچوا
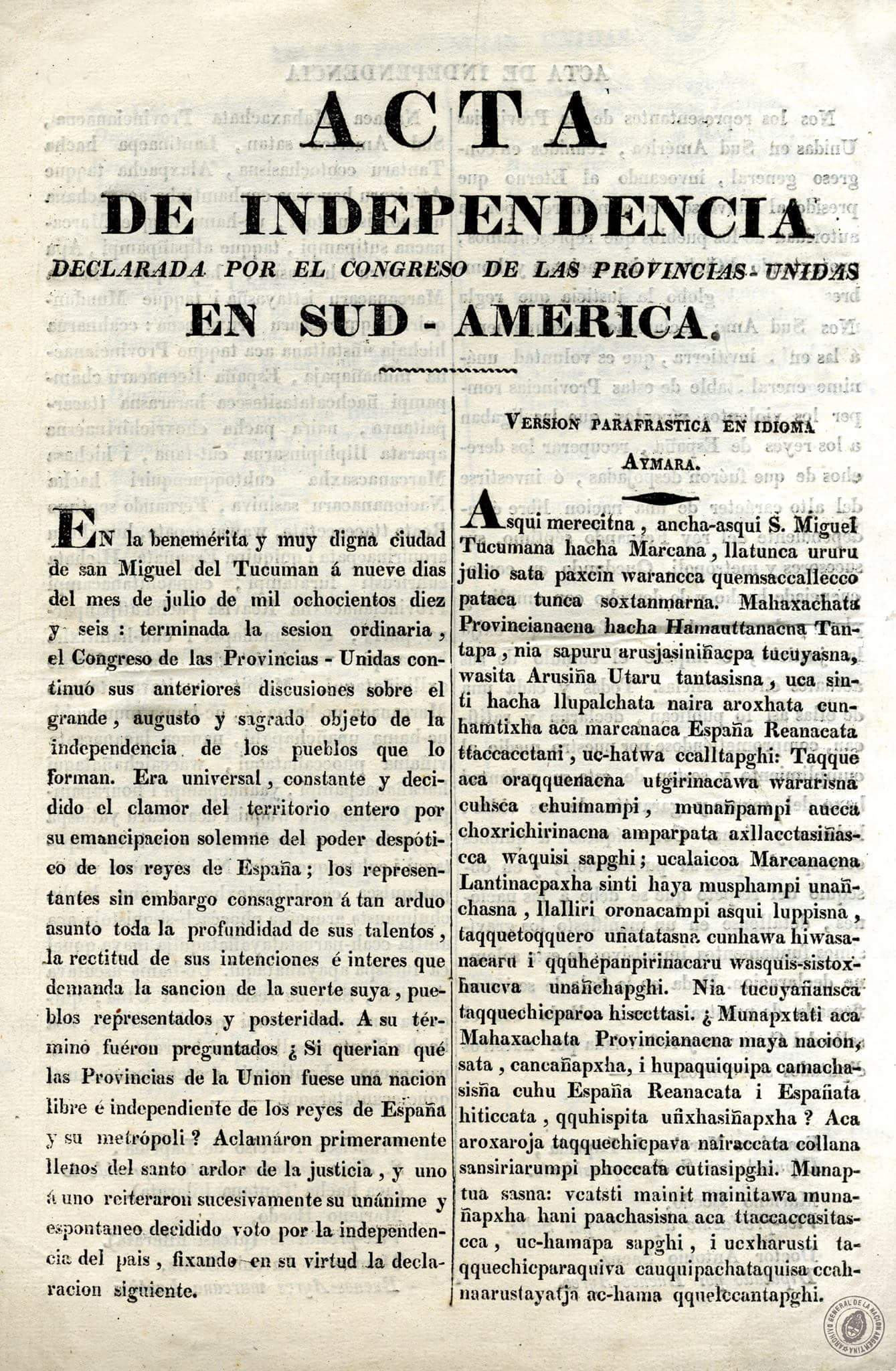
نسخه آیمارا